# Емануель Акс
Емануель Акс (англ. Emanuel Ax; 8 червня 1949, Львів) — американський піаніст, викладач Джульярдської школи. Один з найвидатніших класичних піаністів нашого часу.

## Біографія
Народився у Львові. Батьки — Йоахим та Геллен Акс — пережили нацистські концтабори. У шестирічному віці маленький Емануель почав вчитися грі на фортепіано у свого батька, який став його першим учителем. У 1957 році разом з родиною переїхав до Варшави, а ще через два роки — до Канади, де займався в юнацькому музичному клубі міста Вінніпег. У 1961 році родина Аксів переїхала до Нью-Йорку; там Емануель пішов учитися у Джульярдську школу. У 1970 році закінчив Колумбійський університет і отримав американське громадянство.
У 1974 році Емануель Акс став лавреатом Міжнародного конкурсу піаністів імені Артура Рубінштейна у Тель-Авіві, у 1979 році отримав Премію Евері Фішера в США.
2011 року Емануель Акс став почесним членом Філармонічно-симфонічного товариства Нью-Йорка. Присвоєння звання відбулося після сотого виступу музиканта з оркестром.

## Репертуар
Виконує твори Моцарта, Бетховена, Ліста, Шопена, Брамса, Гайдна, Ріхарда Штрауса, але передусім — таких сучасних композиторів як Майкл Типпетт, Ганс Вернер Генце, Джон Адамс, Брайт Шенг тощо.

## Творчі зв’язки
Регулярно виступав у квартеті, до складу якого входили Ісаак Стерн, Йо-Йо-Ма та Хайме Ларедо.

## Визнання
Неодноразовий лавреат Премії «Греммі».

## Особисте життя
Живе у Нью-Йорку з дружиною, піаністкою Йоко Нозакі, та двома дітьми: сином Джоі та донькою Сарою.